# 小野学 (アニメーション監督)
小野 学（おの まなぶ）は、日本のアニメ監督・演出家。

## 来歴
初期は『星方天使エンジェルリンクス』のメカニカルアートディレクターと同作品の第8話「ぼくの街」の作画監督から出発し、角銅博之総監督のもとで監督した『トランスフォーマー ギャラクシーフォース』が初監督作品となる（単独での初監督作品は『ドラゴノーツ -ザ・レゾナンス-』）。

## 監督作品
2005年
- トランスフォーマー ギャラクシーフォース (総監督は角銅博之)

2007年
- ドラゴノーツ -ザ・レゾナンス-

2009年
- 咲-Saki-

2010年
- 迷い猫オーバーラン!（8話）

2011年
- Aチャンネル
- 境界線上のホライゾン

2012年
- 咲-Saki-阿知賀編 episode of side-A
- 境界線上のホライゾンII

2014年
- 咲-Saki-全国編
- 魔法科高校の劣等生

2015年
- 学戦都市アスタリスク（総監督）
- 咲日和（総監督）

2017年
- きららファンタジア（オープニングアニメーション監督・絵コンテ・演出）

2018年
- ソードアート・オンライン アリシゼーション

2020年
- 新サクラ大戦 the Animation（シリーズ構成）

2023年
- デッドマウント・デスプレイ（シリーズ構成・脚本）

## その他参加作品
1998年
- 星方武侠アウトロースター（デザインワークス）

1999年
- 星方天使エンジェルリンクス（メカニカルアートディレクター・作画監督）

2001年
- GEAR戦士電童（-2001年、絵コンテ・演出・演出助手）

2001年
- 激闘!クラッシュギアTURBO（-2003年、絵コンテ・演出・3Dチーフ演出）

2002年
- フルメタル・パニック!（19話 絵コンテ）

2003年
- クラッシュギアNitro（演出・CGチーフ演出）

2004年
- 舞-HiME（-2005年、3話、6話、15話 絵コンテ・演出）

2005年
- 舞-乙HiME（-2006年、26話 絵コンテ・演出）

2007年
- アイドルマスター XENOGLOSSIA （1話 演出、19話 絵コンテ、2話、6話、11話、15話 絵コンテ・演出）

2010年
- 聖痕のクェイサー（OPアニメーション・9話 絵コンテ）

2013年
- 俺の妹がこんなに可愛いわけがない。（13話 絵コンテ）

2014年
- 結城友奈は勇者である（OPアニメーション 絵コンテ・演出）
- ガールフレンド（仮）（第11話 絵コンテ）

2015年
- オーバーロード（第10話 絵コンテ）

2016年
- 一人之下 the outcast（第11話 演出）
- ドリフターズ（第3話 絵コンテ）

2018年
- ラーメン大好き小泉さん（第2～3話、5～6話, 9～12話 絵コンテ）

2020年
- 魔法科高校の劣等生 来訪者編（第5話 絵コンテ）

2021年
- 女神寮の寮母くん。（第7話 絵コンテ）

2024年
- うる星やつら（2022年版）（絵コンテ）

2024年
- 夜桜さんちの大作戦（第18話 絵コンテ）